# 無焦系統

無焦系統光程的示意圖

無焦系統（afocal system）也稱為遠焦系統或焦外系統，是指對光束沒有淨發散或淨聚焦的光學系統，也就是說光學系統的等效焦距為無限大，這種光學系統可以用一對光學元件組成，在其距離等於其元件焦距和（d = f1+f2）時即有此特性。像光學望遠鏡就是無焦系統，進入光學系統的光是來自無窮遠處，而成像也是在無窮遠處（光線為平行光）。
無焦系統不會將平行光聚焦或是發散，但會改變光束的寬度，增加望远镜放大倍数。其放大倍數如下
{\displaystyle M={\frac {f_{2}}{f_{1}}},}
在雷射光學中會用到無焦系統，例如擴束器、紅外線及前视红外线系統、相機变焦镜头、像teleside轉換器等望遠鏡頭配件以及結合相機及望遠鏡的無焦攝影。